# Окленд-Колізіум
Окленд-Колізіум (англ. Oakland Coliseum) — американський багатофункціональний стадіон, розташований у місті Окленд, штат Каліфорнія. Стадіон приймає матчі бейсбольної команди «Окленд Атлетикс», яка виступає у Головній бейсбольній лізі. Тут також проводятся змагання з американського футболу, сокеру, а також інші змагання та концерти.

## Галерея

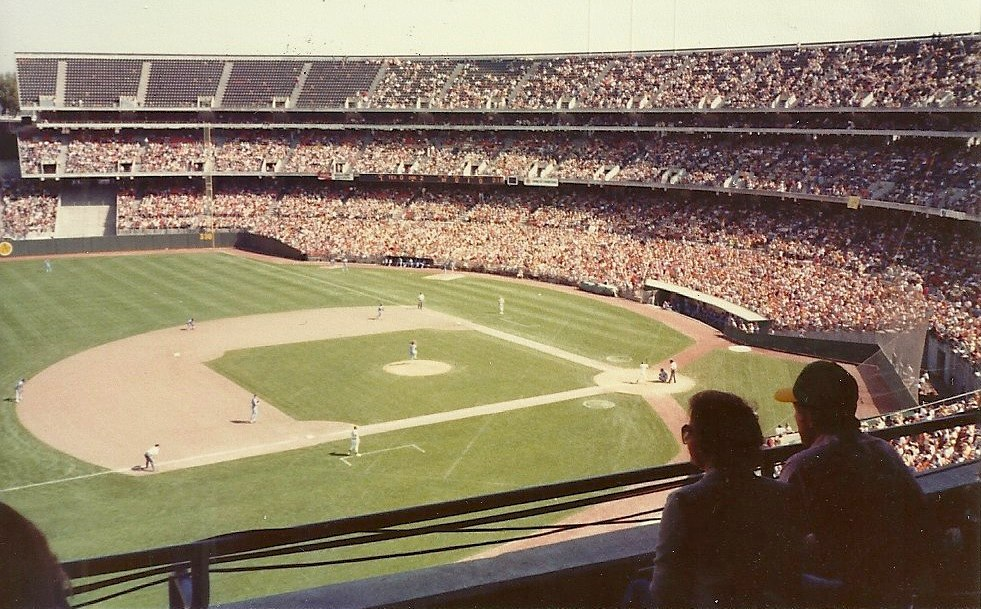
Матч «Окленд Атлетикс» на стадіоні у 1981 році.
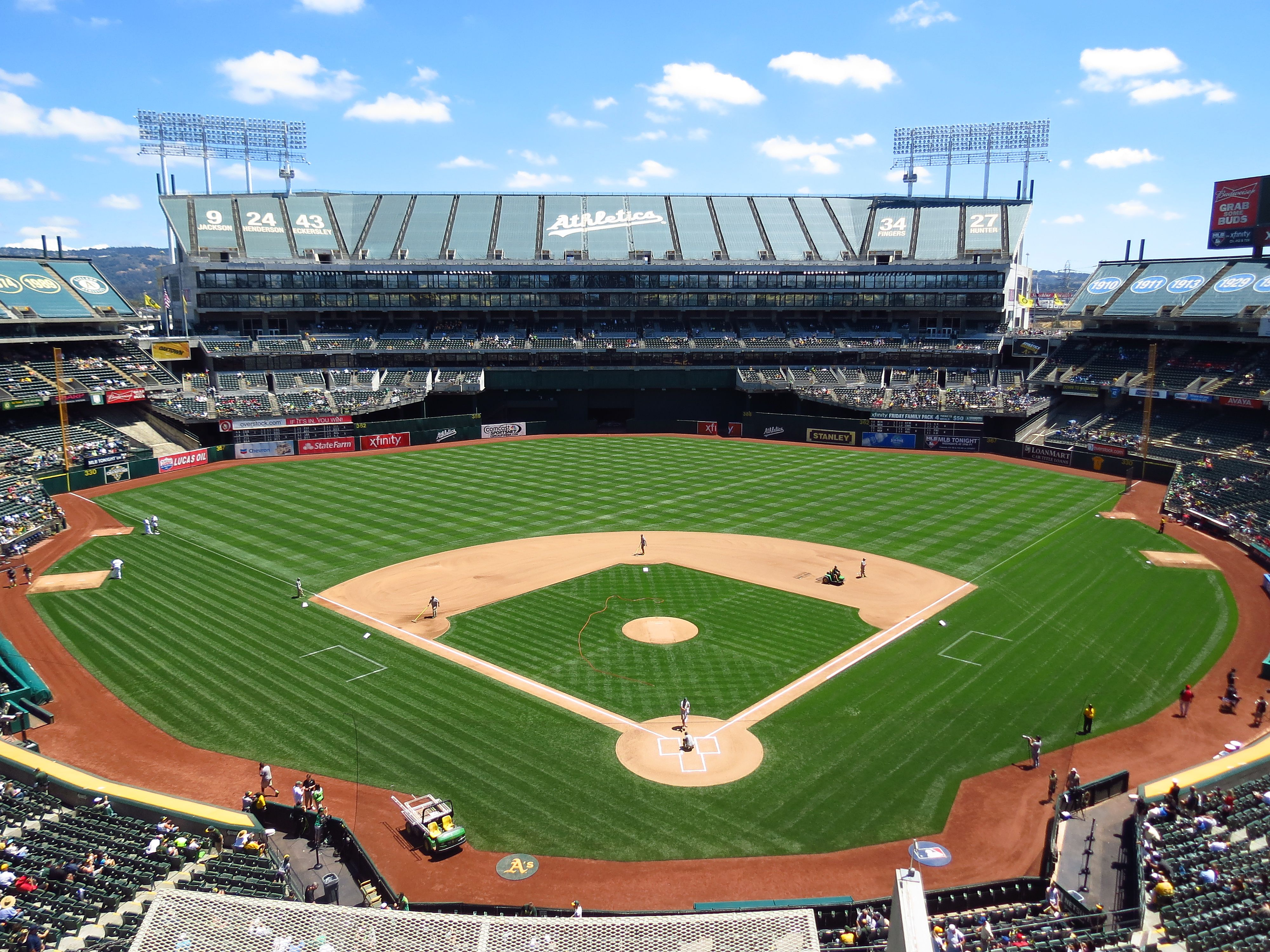
Стадіон під час бейсбольного матчу
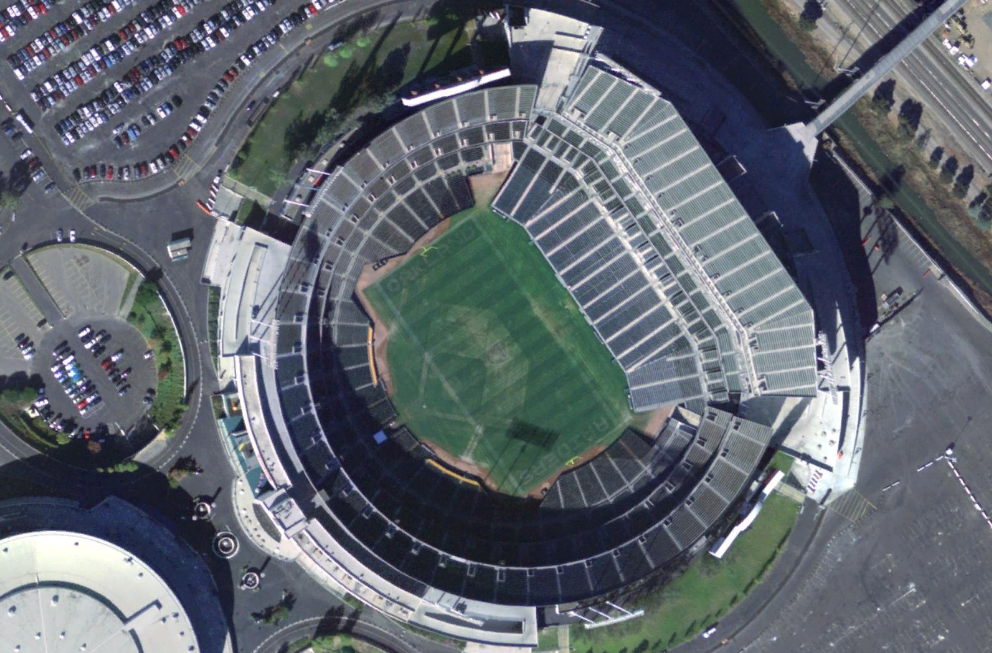
Супутникове зображення стадіону
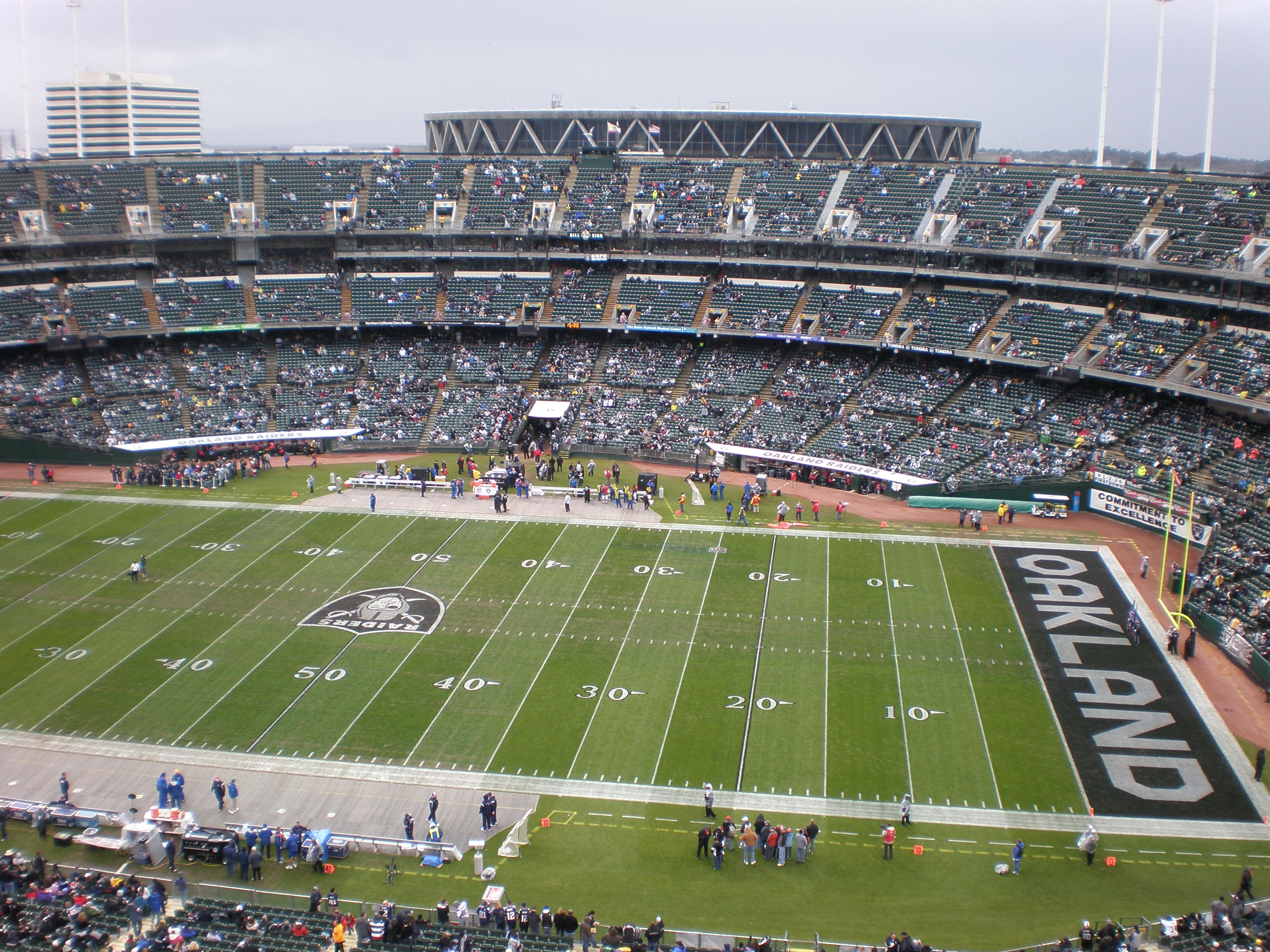
Стадіон під час матчу з американського футболу